# Conseil des Chefs traditionnels
Le Conseil des Chefs traditionnels est une institution coutumière de l'État de Hatohobei aux Palaos.

## Composition
Le Conseil des chefs est composé de trois chefs dont les titres correspondent aux noms des trois premiers chefs traditionnels : Romohparuh, Heimong et Heimah.
Le choix des chefs traditionnels se fait selon la coutume et la tradition.

## Fonction
Le Conseil des chefs a pour but de « sauvegarder et promouvoir le mode de vie traditionnel des habitants de Hatohobei et de conseiller le gouverneur et le lieutenant-gouverneur et la Législature de Hatohobei sur les sujets ayant trait et affectant les coutumes et tradition ».

## Sources